# COUNTDOWN RADIO
COUNTDOWN RADIO（カウントダウン レディオ）とは、洋楽番組である。パーソナリティは、ALAN J。

## 概要
1989年の開局から2024年9月28日まで放送していた。当番組は、日本だけでなく、海外の音楽シーンを総括してランキング/数値化したグローバルに適した新感覚洋楽音楽番組として、2018年10月6日より大幅リニューアルされた。それまでは、タワーレコードの日本洋楽チャート、Shazam日本洋楽チャートを基に、日本でどの洋楽アーティストが人気なのかを上位曲で発表していた。
- 「NY TODAY」は、ニューヨークのブルックリン在住のDJ NAOMIが、今、ニューヨークで何が流行ってるのかをチェックするという中継コーナーもある。
- 当番組は、音楽認識アプリ「Shazam」のウィークリーランキング、日本全国のタワーレコードの売上をまとめたランキング「タワレコ」、音楽ストリーミングサービス「Spotify」のグローバルチャートTOP50などの4つのソースをリアルタイムにカウントダウンする。
- Metacriticは、高数値を獲得した海外のアーティストを一人紹介。
- 当番組では、最新の洋楽チャートをカウントダウンする番組。邦楽版は、別枠でオンエアするため、邦楽をオンエアしない洋楽専門番組となる。
- 最終回時点ではスポンサーはなく、14時の時報にはユアエルムが提供している。途中挟む13時56分頃のTRAFFIC UPDATESにはVISIO、14時25分頃のTRAFFIC UPDATESには綜合警備保障が提供している。
- 2018年10月の放送分より、リニューアルされ、Spotifyの方で当番組のアカウントを開始。このアカウントでは当番組で放送された曲がすべて公開される。なお、番組終了後は引き続きアーカイブが残されている。
- 番組サイトでは、SOUND HUNTINGでピックアップしたアーティスト、タワーレコードで首位を獲得したアーティストはもれなくその曲のミュージックビデオが掲載されている。

キャッチコピーは「“今”を映し出す４つの音楽情報ソースを元にbayfm『countdownradio』独自の視点で多彩な最新洋楽チャートをリアルタイム・カウントダウン。」。
当番組は、12月最終週は放送休止する。

### 再編前との大きな相違
- 曲が60曲 - 再編前は、タワレコの洋楽チャートとShazam日本チャートをカウントダウンしていたが、再編後は、Shazamの日本チャートと世界チャートtop3とタワレコチャートtop3とSpotifyグローバルTOP50とMetacriticの一曲をあわせてトータル60曲
- SOUND HUNTINGの時間帯が異なる。 - 再編前は、13:40分以降だったが、再編後は、13:30分以降に移動。かわりにタワレコチャートがその時間帯に放送されている。
- Spotifyで専用のアカウントがある。 - 2018年10月6日より開始した。
- 過去のタワレコチャートも見られるようになった。 - 再編前は、タワレコチャートは、その週のチャートしか見られなかった。但し、サイトに掲載されるランキングはタワレコのTOP3のみで他の音楽ソースは掲載されていなかった。
- 番組サイトのランキングの欄で、ミュージックビデオが掲載されている。

## DJ
- ALAN J（1989年10月 - 2024年9月28日）[注釈 2]

## リポーター
- DJ NAOMI（14時台NY TODAY担当 2018年4月 - 2024年9月28日）

## 年譜

### 1989年
- 10月 - 当時放送されていたチャート番組の集合体『Music Nexus』（10:00 - 11:57、13:00 - 16:53）の第3部（14:00 - 16:00）にて"POWER COUNTDOWN HOT 30"（パワー・カウントダウン・ホットサーティ）として放送開始[1]。

### 1990年代
- 90年代初期の番組改編において、『POWER COUNTDOWN JAPAN HOT 30』が金曜19:00-21:00の枠から土曜15:00-17:55に枠移動。『POWER COUNTDOWN HOT 30』も1時間枠を繰り上げ13:00 - 15:00となり、土曜午後の「洋楽カウントダウン→邦楽カウントダウン」の流れが出来上がる。
- 90年代中盤に『Power Hits Countdown〜Music Focus』（パワー・ヒッツ・カウントダウン〜ミュージック・フォーカス）に改題。

### 2000年代、2010年代
- 2000年、タワーレコードがスポンサードについたことで『TOWER COUNTDOWN RADIO』（タワー・カウントダウン・レディオ）に改題。
- 2003年、山万にスポンサーが交代し、『COUNTDOWN RADIO』（カウントダウン・レディオ）に改題。スポンサーがある場合は番組名の頭に「（スポンサー名）presents」を冠する。
- 2011年をもって半年に一度放送された「POWER COUNTDOWN JAPAN HOT 30」との合同特番『SUPER COUNTDOWN HOT HOT 100』、ならびに一年に一度大みそかに放送の年間チャート番組『GRAND COUNTDOWN HOT HOT 100』がともに終了。2012年からの洋楽年間チャートは特別編成をせず、通常編成の中で発表する形へ切り替えた。

### 2018年
- 4月7日、歴史である上位30曲から上位20曲に減らし、14時台冒頭に「NY TODAY」をスタート。
- 8月4日、パワーウィークで、上半期チャート（1~6月までの）を発表。なお、開始から続いていた上半期チャートは2018年の放送をもって終了。翌年2019年からは、上半期チャートを紹介していた時期も週間チャートの紹介となった。
- 10月6日、番組を大幅リニューアル。タワレコチャートを20曲からtop3に縮小。さらに、Shazamからは日本チャートに加え、世界チャートも追加。そして、Spotifyグローバルチャート、Metacriticを追加して、グローバルを中心とした音楽番組に変わった。
- 12月22日、2018年最後の放送に伴い、2018年の音楽を総括する形で放送。さらに、放送方式も一部を除いて殆ど通常の週間チャートと同様の放送になっている。

なお、年間チャートは2018年をもって終了。開始~2011年度の「GRAND COUNTDOWN HOT HOT 100」、2012年~2018年度の当番組から29年に及ぶ年間チャートの歴史に幕。翌年2019年度より、洋楽の総括は通常編成の中でピックアップ形式での対応となる。

### 2019年
- 4月、ランキングに登場する時の30位のジングルをリニューアル。音源はほぼ一位のと同じになった。
- 5月、ランキングに登場する時の50位のジングルを縮小。縮小前は、約6秒だったものが、2秒になった。
- 8月17日、サマーソニックの特集を実施。当日は出演アーティストにインタビューした音源も放送した。
- 8月24日、前週に続いて、サマーソニックの振り返りの特集を実施。出演アーティストのインタビューの模様も放送されることも発表されている。
- 9月14日、台風15号による大規模災害でのライフライン情報を放送するため、当番組開始時間を13時06分からの放送にし、その後も番組内容を縮小させて放送。
- 10月5日、bayfmと当番組が30周年を達成。DJのALANも就任から30年目。当番組後に放送されている「KEIYOGINKO POWER COUNTDOWN REAL」のランキングジングルを当番組のと同様なものに変更されている。
- 12月21日、POWER COUNTDOWN REALがオリジナルのランキングジングルに戻された為、再びオリジナルのランキングジングルへ変更。

### 2020年
- 3月7日、タワレコでBTS「ON feat. SIA」が一位を獲得。邦楽チャートでは、首位を獲得する確率が多い中、洋楽チャートとしては初となる韓国アーティストがシングル一位を獲得することとなった。
- 3月28日、3月7日よりタワレコチャートで首位を獲得していたBTS「ON feat.SIA」が4週連続の首位を獲得。番組始まって以来初の出来事となる。

### 2023年
- 1月7日、「旬!SHUN!ピックアップ」が14:41-の放送を開始した為、この回より14:41までの放送に変更。

### 2024年
- 9月7日、開局以来放送してきた当番組が9月末をもって終了する事が発表された。
- 9月28日、洋楽カウントダウン番組最終回を放送。当日は通常編成のまま、エンディングでALANからの挨拶で開局から35年間の歴史にピリオドを打った。後番組は洋楽専門番組ではあるが、当番組のようなランキング番組ではない。さらに、翌日9月29日付で開局から担当していた「POWER PLAY」、「BRAND NEW HOT LINE」も降板。（後任は当番組だった枠も含めフォーンクルック幹治）なお、前述の通り後続番組はランキング番組ではない為、BAYFMから洋楽を主体としたランキング番組は消滅した。（2024年10月以降唯一のランキング番組となった邦楽版で紹介するビルボードランキングで洋楽がランクインすることはあるが、洋楽のみ除外されている。）

## タイムテーブル
オープニング
Alanのトーク。オープニングで、その日の天気、気温も紹介する。そして、オープニングナンバーとして、今Alanが気になった曲を一曲オンエア。オープニングではランキングのジングルがカウントダウンしていく。
メニュー紹介
オープニングナンバーをオンエアした後に放送。その後に、CMに入る。
KNOW TO GET SHAZAM!(13時07頃)
Shazamの協力のもと、どの曲がShazamされたか、TOP3で紹介していく。なお、このコーナーでは、カウントダウンではなく、カウントアップとして、1位から3位にかけてカウントアップしていく。その後、世界チャート（上位3曲）のサビ部分を発表して、4位以下の注目曲、リスナーにShazamしてほしい一曲をピックアップする。2018年10月の放送分よりランキングのジングルも組み込んでいる。開始～2018年9月まではサブコーナーだったが、翌月10月からは、タワレコチャートも大幅な縮小を行い、当コーナーも拡大し、メインコーナーとしてリニューアルしている。
SOUND HUNTING（13時30頃）
毎週、いろんな洋楽アルバム、アーティスト、音楽ジャンルをピックアップして、洋楽を伝授する。ちなみに、紹介したアーティストが次週に首位を獲得するのもある。回によってはピックアップしたアーティストのグッズのプレゼントコーナーもあったり、国民的イベント（クリスマスなど）の名曲セレクトをする場合もある。サマーソニックになると、出演アーティストのインタビュー音源も放送する。サマキャンリポートがあった時は、縮小していた。
TOWER RECORDS CD SALES CHART TOP3 (通称洋楽TOP3)（13時45頃）
番組開始以来続いているランキング。日本全国のタワーレコード全店舗の一週間の売上をbayfmが独自で集計したランキングの上位3曲を全曲1~2コーラス、フルコーラスでカウントダウンしていく。なお、2019年7月13日～2019年8月17日までは、サマキャンリポートがあったため、13時40分以降から放送していた。
DJ NAOMIのNY TODAY（14時00頃）
14時台前半。ニューヨークブルックリン在住のDJ NAOMIがアメリカのニューヨークについてリポートする。
Spotify GLOBAL CHART TOP50（14時10頃、14時28頃）※エンディングまで紹介。
ストリーミングサービスSpotifyのチャート50曲をカウントダウンするが、注目曲のみを発表する。原則TOP3は発表するが、時間帯により、3位や2位を発表しない場合もある。
metacritic（14時21頃）
映画や音楽などの海外で高評価されている作品を数値化したmetacriticの中から洋楽アルバムの1曲をピックアップして放送。
エンディング
ALANのトーク。Spotifyのアカウントについて紹介。そして、「このあとは、旬shunピックアップ、そして、POWER COUNTDOWN REALでお楽しみください。COUNTDOWN RADIOお相手は、私ALAN Jでした！」と言って終わる。
TRAFFIC UPDATES
13時56分頃と14時26分頃に放送。なお、呼び掛けは情報アナウンサーの川田正美。

## 恒例コーナー
サマーキャンペーンレポート
毎年bayfm夏の大型イベントであるサマキャンレポートを当番組内で放送。但し、その年によっては時間が変わる。

## チャートについて
当番組のランキングはタワーレコード以外は、主に会社が作成したランキングを紹介している。
- 30 - 1位のジングル（No.10(ナンバーテン)）は当番組オリジナル（2014年12月まではPOWER COUNTDOWN JAPAN HOT 30、2019年10月~2019年12月のKEIYOGINKO POWER COUNTDOWN REALと併用している）のジングルを使用しているが、第1位と30位に関しては、「COUNTDOWN」が組み込まれている。
- 50 - 31位までのジングルは、1989年12月~2016年12月まで使用されていたGRAND COUNTDOWN (JAPAN) HOT HOT 100のジングルを使用。（POWER COUNTDOWN REALでも「もうすぐtop10」でも使用される場合もある）

なお、当番組が終了したことを受け、1989年以降（バッキー時代のパワカン並びにグラカンなども含む）使われてきたランキングのジングルは廃止された。

### 2018年9月まで
開始~2018年9月までのチャートは、日本全国のタワーレコード全店舗の洋楽CDシングルの売り上げのオリジナルデータをbayfmが独自で集計して、日本でどの洋楽が人気なのかを上位30~20曲にまとめてカウントダウンしている。なお、当番組の歴史として、11以下の曲は、フラッシュバックして、その中から約4曲をピックアップする。その後、top10は、特集などがない限りは、原則コーラスでカウントダウンしている。少し、オリコンチャートの洋楽版とは違って、少し地域性が出やすい。

### 2018年10月以降
2018年10月からのチャートは、前月までのタワーレコードとShazamのランキングに加えて、新たに、ストリーミングサービス「Spotify」のグローバルチャートTOP50と、海外で高評価されている作品を集計した「metacritic」のチャートを含めて、計4つのソースを紹介していく。再編前と比べて、サビ部分のみを流すチャートはなくなり、殆ど、1~2、フルコーラスは流す。タワレコも上位3曲に減らされている。
Spotifyは50曲の中から注目曲とtop3を発表する。2023年ごろからは枠が若干縮小されたことを受けて、殆どがTOP30圏内からのピックアップになっていた。
Metacriticでは、今海外で流行っている曲、作品を紹介しながら、「メタスコア」と呼ばれるレビュー数も紹介。

### チャートの流れ
- 開始～2018年3月まで

13:10~13:20=シングルチャート30~21までフラッシュバック
13:20~13:30=Shazam日本洋楽チャートtop3をカウントアップ
13:30~13:40=シングルチャート20~11までフラッシュバック
14:11~14:27=シングルチャート10~6まで
14:31~14:39=シングルチャート5~4まで
14:41~14:50シングルチャートtop3
- 2018年4月～2018年9月まで

13:10~13:15=シングルチャート20~16
13:15~13:28=Shazam日本洋楽チャートtop3
13:30~13:40=シングルチャート15~11
14:14~14:27=シングルチャート10~6
14:31~14:39=シングルチャート5~4
14:41~14:50=シングルチャートtop3
- 番組終了時点

13:10~13:18=Shazam日本チャートtop3をカウントアップ、その後世界チャート（ジャンルはその回によって変わる）top3をカウントダウン。なお、フラッシュ紹介は回によって日本チャートか世界チャートのどちらかに変わる。その場合はもう一つが全編フルコーラスになる。
13:43~13:55=TOWER RECORDS 洋楽top3
14:10~14:18=SpotifyグローバルチャートTOP50の中から注目曲から2曲（50~4までの注目曲）
14:18~14:23=metacriticから１曲ピックアップ
14:28~14:38=SpotifyグローバルチャートTOP50の中から注目曲（原則3~1）

## KNOW TO GET !Shazam
リスナーがわからない曲を認識してくれるアプリケーション「Shazam」。当番組では、その、洋楽の認識回数をまとめている金曜日付けの日本チャートと世界チャート（最終回時点では週によってランキングが変わる）の上位3曲を紹介。4位以下のランキングは、当番組の公式ホームページにてリンクを貼っているのでそちらも参照に。

## Spotify
ストリーミングサービス「Spotify」。当番組では、世界で再生された金曜日付けのSpotifyの曲を集めたランキング上位50曲を紹介。なお、時間に限りがあるため、注目曲と原則TOP3を発表する。なお、回によっては、TOP3の発表時間帯に3位以下の曲を紹介する事もある。その場合は、3位または2位の曲は紹介しない。
なお、当番組のオンエア後に当番組のSpotifyの公式プレイリストにて、初オンエア曲を毎週追加している。原則100曲になったら、古い楽曲から削除される。

## TOWER RECORDS
番組開始以来続いている伝統のコーナー。タワーレコードの一週間のCD売上枚数をまとめたオリジナルデータをbayfmが独自で集計して、日本でどの曲が人気なのかを上位3曲にまとめて発表。番組内では、「洋楽TOP3」と呼ばれている。2018年9月までは、当チャートが番組の看板のチャートだったが、2018年10月より、新コーナー「Spotify GLOBAL TOP50」、「metaclitic」が14時代に開始し、さらに、「Shazam」のコーナーも拡大された為、2019年7月現在はコーナー名としての放送。

### チャート数の歴史
なお、11位以下の曲は「FLASH BACK」と題してサビ部分だけ流し、後ほど注目曲を流していた。
- 開始~2018年3月まで

タワーレコードのシングルランキングTOP30
- 2018年4月~2018年9月まで

タワーレコードのシングルランキングTOP20

## 過去のコーナー
MUSICFLIX
当番組におけるゲストコーナー。毎週色々な有名人をゲストに迎えてトークをしていた。さらに、洋楽番組でありながら、乃木坂46のメンバーも迎えたこともある。
東洋ハウジング presents SOUND INTERIOR
2015年1月から2016年弱まで放送していたコーナー。毎週、洋楽の名曲を一曲セレクトして紹介していた。なお、このコーナーのみ、冠スポンサーがついていた。
DJアカカゲ7ミニッツMIX
音楽、ラーメンをこよなく愛するDJアカカゲが7分間で洋楽を決められたテーマでミックスをしていた。

## 上半期チャート
8月のパワーウィークなどで、上半期チャートを紹介する。当番組の放送時間帯全部を使って、上半期チャートをカウントダウンしていく。

### コーナー
上半期洋楽ランキングTOP20
上半期のタワーレコードの売上をbayfmが独自の集計で上位20曲にまとめたチャート。カウントダウンは、いつも通り、20~11位までフラッシュバックしてから、注目曲をピックアップして、top10を発表する形。
TOWER RECORDS WEEKLY TOP5
本来は、SOUND HUNTINGの時間帯だが、ここで、一週間のタワーレコードの売上をカウントダウンする。
なお、2018年10月より公開されたSpotifyのアカウントに上半期チャートの上位30曲が載っている。
なお、上半期チャートは、2018年度をもって終了。

## 年間チャート
開始～2011年度まではGRAND COUNTDOWN HOT HOT 100の中で邦楽と洋楽の二本立てで年間チャートをカウントダウンしていたが、2012年からは、当番組内で年間チャートを発表する形になった。さらに、2018年度より、放送方法を大幅に変更している。

### HOT HOT 100時代との相違
- 特番で発表ではなくなった。
- 様々なランキングがある。 - TOWER RECORDSの年間チャートTop3、Spotifyのグローバル年間TOP HITSなど4つの音楽情報ソースをもとに、様々な角度から一年間の音楽を振り替える。

### タイムテーブル
Ｋnow To Get! SHAZAM
一年間日本洋楽チャートにランクインした曲を中心にオンエア。
SOUND HUNTING
一年間の中でヒットした曲をテーマを設けて紹介するコーナー。
TOWER RECORDS 年間セールスチャートTOP3
ここでは、TOWER RECORDSの一年間の売上をもとに、bayfm独自の年間チャートのTop3をコーラスで発表。2012年度までは、当時バッキー木場が担当していたPOWER COUNTDOWN JAPAN HOT30の年間チャート特番"GRAND COUNTDOWN JAPAN HOT HOT 100"にて、洋楽年間チャート100曲をカウントダウンしていて、2017年度までは、週間チャートTOP10と年間チャートTOP30の二本立てにして番組内の特番形式で発表していた。
Spotify GLOBAL ××××年間TOP HITS
こちらは、4000万曲の中で、世界のユーザーが一年間再生された曲を当番組独自の集計で年間チャートを発表。なお、時間帯に限りがあるため、7位からの発表。××××は西暦である。
なお、邦楽版も年間チャートは2017年度より、上位30曲をカウントダウンする特番『GRAND COUNTDOWN REAL』に生まれ変わっている。
なお、年間チャートも上半期と同様、2018年度の放送にて一旦終了していたが、2022年頃に年間チャートのみ再開している。内容は2018年度とほぼ同じ。年間チャートを放送しなかった間は通常放送の中のピックアップ形式のコーナー（Shazamのラストナンバー、Spotifyグローバル）にて2019年リリースの音楽を紹介し、今までとは違う振り返り方をしている。2024年9月をもって放送終了した為、洋楽の年間チャートは2023年をもって終焉となった。

## エピソード
- 2017年12月16日に洋楽の年間チャートを紹介するスペシャル企画でDJのALANがクイズを出題した時にエド・シーランに関連した駄洒落を披露していた。
- 2019年8月14日放送のThe BAY☆LINEにALANがサマキャンリポーターとして登場した際に、マザー牧場で羊に英語でインタビューする企画を放送していて、bayfm内でもそのALAN真似をするDJが増えたり、伊津野亮も「ALAN J様」と名付けるほどbayfmでの知名度が上がってきた。

## 出来事
- 2016年12月31日は、邦楽版の年間チャートの発表の特別番組に伴い、放送を休止。[注釈 4]
- 2017年3月11日は、東日本大震災特別番組を放送のため、放送を休止。
- 2019年7月20日の放送は、サマーキャンペーンレポートで、五明拓弥がレポーターとして松戸南部市場からの出演で、五明が得意とするCMを作る企画も実施して、五明が松戸市の人々にリポートして、最後の人に「松戸南部市場！」と言わせて、ALANがナレーションするという特殊な現象が発生した。[注釈 5]